# قراره (استان غردایه)
قراره (به عربی: القرارة) یک شهرداری در الجزایر است که در ناحیه القراره واقع شده‌است.
 قراره  ۵۹٬۵۱۴ نفر جمعیت دارد و ۳۱۰ متر بالاتر از سطح دریا واقع شده‌است.